# Уязд
Уязд (пол. Ujazd, нім. Ujest, 1936-1945 Bischofstal) — місто в південно-західній Польщі.
Належить до Стшелецького повіту Опольського воєводства.

## Демографія
Демографічна структура станом на 31 березня 2011 року:
|          | Загалом | Допрацездатний вік | Працездатний вік | Постпрацездатний вік |
| -------- | ------- | ------------------ | ---------------- | -------------------- |
| Чоловіки | 853     | 170                | 586              | 97                   |
| Жінки    | 877     | 162                | 550              | 165                  |
| Разом    | 1730    | 332                | 1136             | 262                  |